# A Little Late with Lilly Singh
A Little Late with Lilly Singh é um talk-show estadunidense apresentado pela comediante Lilly Singh na NBC. O programa estreou em 16 de setembro de 2019, como um substituto do Last Call with Carson Daly no seu horário. Singh é a primeira pessoa abertamente bissexual, bem como a primeira pessoa de ascendência indiana, a apresentar um programa em uma grande rede de televisão americana.